# 解聘如
解聘如（1935年10月—），男，江苏兴化人，著名记者、作家、诗人。曾任新华社驻非洲国家分社记者、首席记者，兼人民日报特派记者。自2001年起，历任广州民营经济发展研究会会长，名誉会长。

## 生平
1935年出生于江苏兴化。1958年7月毕业于南京大学外国语学院西班牙语系，分配到新华社任翻译、编辑。1965年作为新中国第一批公派欧洲的20位留学生之一留学法国。后长住国外，任新华社驻外首席记者、《人民日报》特派记者，兼做外交等工作，担任过总理、副总理出访时的首席记者。1983年至1986年，先后在乍得、卢旺达、突尼斯常驻。1987年，回国，转到广州市政府外事办主持工作。1991年10月，任广州市新闻出版局局长兼广州出版社社长。曾任广州市作协副主席、广州市新闻学会副会长、广东省出版协会副主席等职。1996年5月31日，广州市出版工作者协会成立。解聘如当选为协会主席。
1999年退休后任广州市政府参事。2001年创办了广州民营经济发展研究会，并担任首任会长。后担任名誉会长。
解聘如主编过《世界名言大词典》、《法汉短语词典》等工具书，曾获中国图书奖；个人代表作品为《人与人生：聘如问答录》。2001年6月，出席世界诗歌学会成立大会，并当选为学会委员。2008年10月，荣获骑士级法国教育功勋勋章。

## 个人作品
- 解聘如. . 突尼斯市: 色列斯出版社. 1986年. ISBN 285703024X.
- 解聘如. . 广西人民出版社. 1993年1月.
- 解聘如. . 广州出版社. 1996年. ISBN 9787805923529.